# 東野團地站
東野團地站（日语：／ Higashino-danchi eki */?）是位於青森縣十和田市東野，十和田觀光電鐵的十和田觀光電鐵線車站（廢站）。

## 歷史
- 1932年（昭和7年）10月18日 - 澀澤農場前站（日语：／）啟用。
- 1972年（昭和47年）8月15日 - 車站改名為東野團地站[1]。
- 2008年（平成20年）3月1日 - （舊）十和田觀光電鐵把業務轉讓給「十鐵」，同時公司名稱改為（新）十和田觀光電鐵[1]。
- 2012年（平成24年）4月1日 - 十和田觀光電鐵線廢除，此站也廢除[1]。

## 車站構造
截至車站廢除前，此站是地面車站，設有1面1線的單式月台。此站是無人車站。

## 車站周邊
- 東野團地
- 青森信用金庫（日语：青い森信用金庫）大學通分店（舊：八戶信金（日语：八戸信用金庫）店）

## 相鄰車站
十和田觀光電鐵
十和田觀光電鐵線
工業高校前－東野團地－十和田市

## 注腳
1. 1 2 3 4 5  “特集 希望の軌道”. 廣報三澤 2012年4月号 (三澤市) (2012年4月).